# Babki (Tatry)

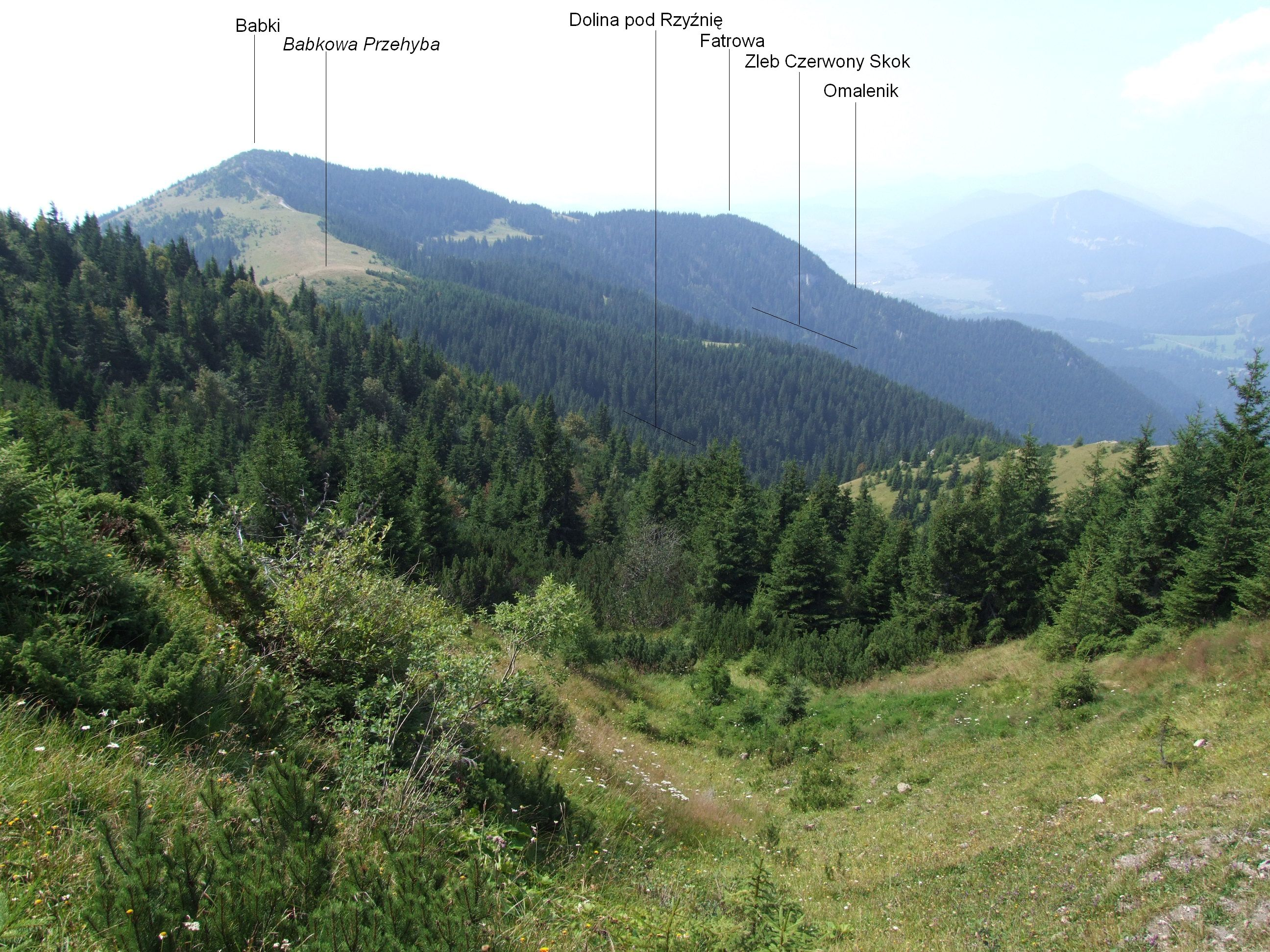
Widok z Przedwrocia

Babki (słow. Babky, 1566 m n.p.m.) – rozległy masyw położony w południowej grani Siwego Wierchu (Sivý vrch, 1805 m) w słowackich Tatrach Zachodnich. Pomiędzy tymi dwoma szczytami wznosi się jeszcze kilka innych. W kolejności od północy na południe są to: Mała Ostra (Malá Ostrá, 1703 m), Ostra (Ostrá, 1764 m), Wielka Kopa (Veľká kopa, 1648 m), Mała Kopa (Malá kopa, 1637 m). Od tej ostatniej Babki są oddzielone Babkową Przehybą, nazywaną też przełęczą Wałowce lub przełęczą Hrtany (Babková priehyba, Hrtany, 1491 m). Około 0,8 km na wschód od tej przełęczy, u podnóży spłaszczonego grzbietu odchodzącego na południe z Małej Kopy, położona jest Chata Czerwieniec.
W szczycie Babek spotykają się cztery grzbiety:
- północno-wschodni prowadzący do Siwego Wierchu
- południowo-wschodni – grzbiet Szczawne (Štiavne), opadający do szerokiej przełęczy, za którą wznosi się niewybitny szczyt Sokoła (Sokol, 1316 m), obrywający się ku Dolinie Jałowieckiej murem skalnym; od jego podnóża przedłużeniem grzbietu jest Krzywe (Krivé) – zalesiony grzbiet zbiegający do ujścia Doliny Jałowieckiej
- południowy – Babkowy Groń (Grúň), zmieniający niżej nazwę na Borowiny (Boroviny); w pobliżu jego podnóża znajduje się kamieniołom Bobrowiecki Wapiennik (Bobrovecká Vápenica)
- zachodni, rozgałęziający się po ok. 400 m w dwie odnogi obejmujące Dolinę Halną (Hôľne):
  - ramię południowo-zachodnie, w górnej części zwane Strażą (Stráž), niżej Równią (Roveň, 1268 m), a jeszcze niżej – Grochowiskiem (Hrachovisko); zakończone jest przełęczą Ujście (Ústie, ok. 920 m), za którą wznosi się Żarek (Žiarik, 944 m)
  - ramię zachodnie (skręcające później na południowy zachód) z wierzchołkiem Fatrowej (Fatrová, 1446 m) i Opalenicy (Opálenica, 1274 m); od Fatrowej odchodzi na północny zachód boczny grzbiet Jameszowca (Jamešovec), a na zachód ramię Omalenika (Omáleník), pod koniec rozdzielone na dwa grzbiety obejmujące Kamienny Żleb (Kamenné) – zachodni, Dobroszowy Groń (Grúň Dobrošovo) z kulminacją Wyżniej Kopy (1018 m) i północno-zachodni, Kamienny Groń (Kamenný Grúň) z Niżnią Kopą (994 m).

Masyw Babek rozlega się pomiędzy dolnymi partiami Doliny Suchej Sielnickiej (Suchá dolina) na zachodzie i Doliny Jałowieckiej (Jalovská dolina) na wschodzie. Od południa podchodzi pod szczyt niewielka Dolina Szankowa (Šanková dolina), zwana także Doliną Starej Wody i ograniczona grzbietami Straży i Gronia. Na wschód od tego ostatniego grzbietu w masyw wcina się Żleb pod Szczawnem (Dolina pod Štiavnem), którego przedłużeniem jest Żleb Uhlisko (Uhlisko).
Babki zbudowane są ze skał węglanowych oraz w mniejszym stopniu piaskowców i zlepieńców. Rozwinęły się tu w pewnym stopniu zjawiska krasowe, zwłaszcza w pobliżu zachodniego grzbietu Opalenicy, gdzie znajduje się m.in. jaskinia Dupnica (Dúpnica), Jaskinia Niedźwiedzia (Medvedia jaskyňa) i Jaskinia Biała (Biela jaskyňa).
Na północny zachód od wierzchołka Babek położony był niewielki Babkowy Stawek. W 1945 przestał on istnieć po tym, jak wybuchy granatów uszkodziły jego dno.

## Szlaki turystyczne
zielony: rozdroże pod Tokarnią – rozdroże pod Babkami – Babki – Przedwrocie – Siwy Wierch. Czas przejścia: 3:45 h, ↓ 2:30 h, suma podejść ponad 1200 m.